# Cantó de Pau-Est
El cantó de Pau-Est és un cantó del departament francès dels Pirineus Atlàntics, a la regió d'Aquitània. Està enquadrat al districte de Pau i té sis municipis.

## Municipis
- Artigalotan
- Idron
- Lee
- Nostin
- Ossa
- Pau (una part).

## Història
| Data d'elecció                               | Nom                      | Partit | Qualitat |
| -------------------------------------------- | ------------------------ | ------ | -------- |
| 1964                                         | Pierre Sallenave         |        | diputat  |
| 1970                                         | Pierre Sallenave         |        | diputat  |
| 1976                                         | Jean Bednarick           | PS     |          |
| 1982                                         | Martine Lignières-Cassou | PS     |          |
| 1988                                         | Martine Lignières-Cassou | PS     |          |
| 1994                                         | Martine Lignières-Cassou | PS     |          |
| 2001                                         | Françoise Taupiac        | PS     |          |
| 2008                                         | Jean-François Maison     | PS     |          |
| Les dades anteriors a 1964 no són conegudes. |                          |        |          |
|                                              |                          |        |          |